# KV7
KV7 (англ. Kings' Valley №7) — в египетской Долине Царей, в фиванском некрополе на западном берегу Нила, напротив Луксора, гробница фараона Рамсеса II из XIX династии Нового царства (XIII век до н. э.). Расположена рядом с гробницей наследника Мернептаха (KV8) и напротив гробницы сына KV5. 

## История открытия

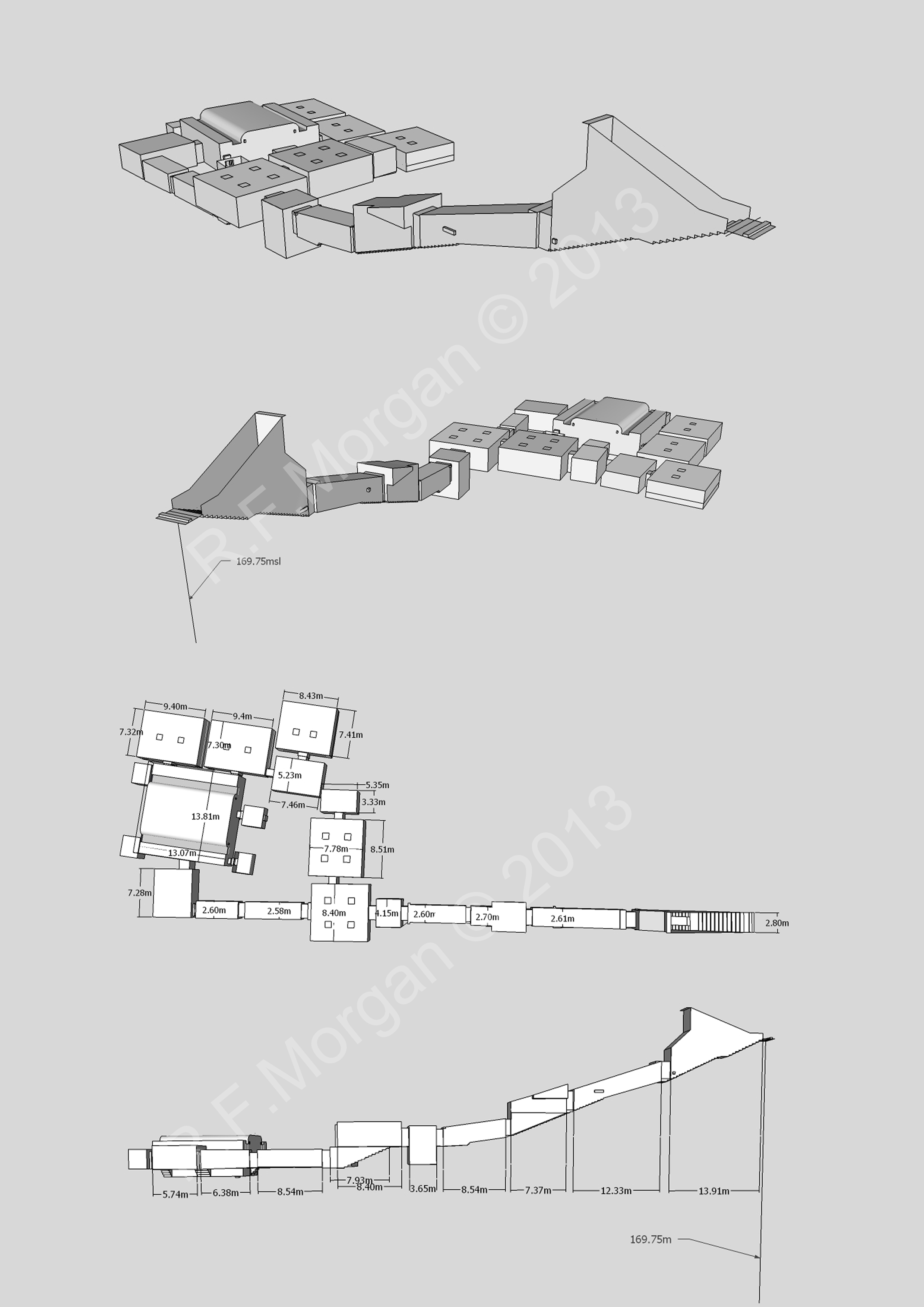
Объёмная схема, общий план и вид сбоку

Гробницу впервые исследовал Шампольон во время путешествия по Египту. Оказалось, что с древности она несколько раз подвергалась затоплению, и её декор сильно повреждён. Шампольон расчистил только длинную галерею и колонный зал от завала.
В начале XIX века немецкий египтолог Карл Лепсиус полностью раскопал усыпальницу. Французская археологическая экспедиция под руководством египтолога Кристиана Леблана (1993—2002) занималась раскопками и реставрацией.

## Вид
Из-за плохого состояния доступ в гробницу закрыт. План KV7 совершенно отличается от всех до того построенных в Долине царей. За коридором следует зал-вестибюль, лестница, прихожая, здесь идут разворот и погребальная камера. От неё ответвляются несколько залов-сокровищниц. Все стены покрыты рельефами.
Мумия фараона перепрятана ещё в древности в царский тайник DB320. Гробница использовалась в Третий переходный и Римский периоды для захоронений.